# Cristal (álbum de Wolô)
Cristal é o segundo álbum de estúdio do cantor brasileiro Wolô, lançado em 1978, de forma independente.
Diferentemente do disco anterior, a produção de Cristal envolveu um esquema mais coletivo. "Foi produzido cooperativamente entre irmãos da Comunidade de Jesus, Campo Belo, SP, que ensaiaram juntos cerca de um ano para então comparecer aos estúdios da COMEV e registrar", disse Wolô, em entrevista.
O repertório trouxe a regravação da música "Algo Mais", escrita pelo cantor e originalmente gravada pela banda Vencedores por Cristo no álbum Se eu Fosse Contar (1973).

## Faixas
Lado A
1. "Cristo Chama"
2. "Cristal"
3. "Algo Mais"
4. "Nosso Jardim"
5. "A Morte não é o Fim"
6. "Essas Coisas sem Paz"
7. "Resumo"

Lado B
1. "Os Nadas sem Deus"
2. "Água da Vida"
3. "Vontade"
4. "Quero Ver"
5. "Guerra e Paz"
6. "O Corpo"
7. "Nosso Amor"